# Fritz Aigner
Fritz Aigner (* 13. Juli 1930 in Linz; † 9. Jänner 2005 ebenda) war ein österreichischer Maler, genannt Rembrandt von Linz.

## Leben und Wirken
Fritz Aigner besuchte von 1935 bis 1941 die Volksschule und das Realgymnasium in Linz. Von 1941 bis 1945 war er Heimschüler im Stift Kremsmünster. Im Alter von 17 Jahren wurde er ohne Aufnahmeprüfung von Sergius Pauser in die Wiener Akademie aufgenommen, wo er bis 1952 studierte. Für seine Abschlussarbeit Die Klage des verlorenen Sohnes gewann Aigner den Staatspreis der Akademie der bildenden Künste. Seitdem lebte er als freischaffender Künstler in Spanien, Irland, London und Linz. Er war Mitglied der „Wiener Sezession“.
Aigner setzte sich in seinem Werk häufig mit Rembrandt auseinander (beispielhaft sein Ölgemälde Rembrandts Trick mit dem Licht), in Linz sprach man von Aigner auch als dem „Rembrandt von Linz“. Dabei zeichnete sich Aigner auch als Zeichner und Druckgrafiker aus, wobei diese Werke teilweise düster-apokalyptische Szenen mit Anspiegelungen auf die Gesellschaft und bekannte Personen darstellen. Erwähnenswert ist auch ein eigener Werkblock von großformatigen Hinterglasgemälden.
Aigner starb im Alter von 74 Jahren im Wagner-Jauregg Krankenhaus in Linz am 9. Jänner 2005, sein Grab befindet sich im Urnenhain Urfahr in Linz. Der ORF schrieb anlässlich seines Todes: „Aigners meist monumentalen Gemälde in altmeisterlicher Technik, seine Hinterglasbilder und eine Unmenge von Grafiken bewegen sich im Spannungsfeld von Eros und Religion, zwischen Surrealismus, Realismus und Phantastischem Realismus. Auch konkrete Anspielungen, die an die Grenze der Karikatur reichen können, finden sich in seinem Werk.“

## Karriere
Aigner zog einmal ins Stift St. Florian und malte dort. In Linz hatte er sein Atelier im Haus Waltherstraße 10, das nach seinem Tod Sohn Lukas Johannes übernommen hat. Die Arbeiten des Künstlers befinden sich in zahlreichen öffentlichen und privaten Sammlungen. Zeit seines Lebens und danach wurden viele seiner Werke in Ausstellungen im In- und Ausland gezeigt. Das Linzer Stadtmuseum Nordico widmete Fritz Aigner vom 29. September 2008 bis zum 11. Jänner 2009 eine Ausstellung unter dem Titel „Wunderkind und Malermaschine“. Die von Hannes Etzlstorfer kuratierte Schau zeigte 160 der rund 1700 Werke Aigners.

## Privates
Fritz Aigner hatte insgesamt sechs Kinder. U.a. einen Sohn namens Lukas Johannes Aigner, der ebenfalls malt. 
Aigner war in erster Ehe mit der Holzschneiderin Auguste Kronheim und seit 1969 mit Helga Aigner verheiratet und hatte sechs Kinder. Mit drei seiner Söhne hatte er zahlreiche Ausstellungen. Paul Florian (Bildhauer), Matthias Claudius (Bildhauer und Maler) und Lukas Johannes Aigner (Maler) wurden ebenfalls Künstler.

## Öffentliche Sammlungen
- Lentos Kunstmuseum Linz
- Nordico Stadtmuseum Linz
- Kunstsammlung des Landes OÖ[4]

## Publikationen
- Gerlinde Obermeir: Das Linzer Ei oder wie man seiner Heimatstadt ein Ei legt. Geschichten aus Linz. Zeichnungen „Turmbau zu Linz“ von Fritz Aigner. Linz 1980.
- Hannes Etzlstorfer: Fritz Aigner - Wunderkind und Malmaschine. Christian Brandstätter Verlag, Wien 2010, ISBN 9783850332828.

## Filme
- „Rembrandt in Linz - Fritz Aigner“ Teil 1.wmv – Rembrandt in Linz - Der Maler Fritz Aigner – oder: ein Genie wird entdeckt, youtube.com, 2011 (13:42) – Aigner mit Modellen, die musizieren, und über seine Bilder sprechend
- „Rembrandt in Linz - Fritz Aigner“ Teil 2.wmv – galerielehner, youtube.com, 2011 (15:16)
- „Politik liebt Kunst“: Ute Klitsch, Werke aus der Sammlung Lentos 2011